# 過海隧道巴士971線
過海隧道巴士971線是香港一條由城巴獨營的西區海底隧道巴士路線，來往香港仔（石排灣）及西九龍新區的海麗邨，途經田灣、大口環、摩星嶺(域多利道)、堅尼地城、石塘咀、西區海底隧道、佐敦、油麻地、旺角、大角咀及南昌站。本線是首條途經域多利道（南區部分）的專營過海巴士路線。
過海隧道巴士971R線為香港一條只在特定日子服務的過海隧道巴士路線，以循環形式運作，來往數碼港及旺角（弼街），主要服務對象為前往香港華人基督教聯會薄扶林道墳場的掃墓人士。

## 歷史
- 2003年12月16日，配合九廣西鐵（現稱港鐵屯馬綫）即將通車而投入服務，來往香港仔石排灣及南昌站，並設有九廣西鐵轉乘優惠。
- 2006年1月8日，配合海麗邨落成，總站由南昌站延長至海麗邨。
- 2007年12月1日，因兩鐵合併，原有九廣西鐵之轉乘優惠取消。
- 2009年3月29日，971R線開辦。
- 2010年7月3日，本線往石排灣及海麗邨方向不再途經亞皆老街與佐敦道之間一段的上海街及廣東道／新填地街，改為途經彌敦道，而服務時間、班次及收費則維持不變。該線改經彌敦道後，眾坊街至亞皆老街一段的新填地街再也沒有任何巴士路線行走。[1]
- 2012年9月29日：南昌站公共運輸交匯處因物業發展而停用，本線往石排灣方向不再繞經南昌站公共運輸交匯處[2]。
- 2014年12月22日，往海麗邨方向加停深旺道聚魚道分站[3]。
- 2017年12月15日：971線增設實時抵站時間查詢服務。[4]
- 2018年3月24日：增設城巴E21線往大角咀方向及本線往海麗邨方向的免費轉乘優惠。[5]
- 2018年3月26日：971R線增設實時抵站時間查詢服務。[6]
- 2022年4月：受新型冠狀病毒肺炎疫情影響，該年清明節期間971R線不設服務。
- 2022年8月21日：971線往香港仔方向增設卑路乍街「聯邦新樓」站；往海麗邨方向增設深旺道「東京街西」站[7]。
- 2023年7月1日：因應新巴城巴合併，本線改由城巴經營。

## 服務時間及班次
| 石排灣開         | 石排灣開    | 石排灣開     | 海麗邨開         | 海麗邨開     | 海麗邨開     |
| 日期             | 服務時間    | 班次（分鐘） | 日期             | 服務時間     | 班次（分鐘） |
| ---------------- | ----------- | ------------ | ---------------- | ------------ | ------------ |
| 星期一至五       | 06:30-08:35 | 25           | 星期一至五       | 06:30-07:45  | 15           |
| 星期一至五       | 08:35-10:15 | 20           | 星期一至五       | 07:45-08:45  | 20           |
| 星期一至五       | 10:15-11:30 | 25           | 星期一至五       | 08:45-11:15  | 25           |
| 星期一至五       | 11:30-15:30 | 30           | 星期一至五       | 11:15-15:15  | 30           |
| 星期一至五       | 15:30-18:50 | 20           | 星期一至五       | 15:15-16:30  | 25           |
| 星期一至五       | 18:50-20:30 | 25           | 星期一至五       | 16:30-18:10  | 20           |
| 星期一至五       | 20:30-22:00 | 30           | 星期一至五       | 18:10-20:15  | 25           |
|                  |             |              | 星期一至五       | 20:15-22:15  | 30           |
| 星期六           | 06:30-09:50 | 25           | 星期六           | 06:30-08:10  | 20           |
| 星期六           | 09:50-13:50 | 20           | 星期六           | 08:10-14:50  | 25           |
| 星期六           | 13:50-15:30 | 25           | 星期六           | 14:50-16:30  | 20           |
| 星期六           | 15:30-18:10 | 20           | 星期六           | 16:30-20:15  | 25           |
| 星期六           | 18:10-19:00 | 25           | 星期六           | 20:15-22:15  | 30           |
| 星期六           | 19:00-22:00 | 30           |                  |              |              |
| 星期日及公眾假期 | 06:30-17:00 | 30           | 星期日及公眾假期 | 07:35、07:55 | 07:35、07:55 |
| 星期日及公眾假期 | 17:00-18:00 | 20           | 星期日及公眾假期 | 08:15-13:15  | 30           |
| 星期日及公眾假期 | 18:00-22:00 | 30           | 星期日及公眾假期 | 13:15-14:15  | 20           |
|                  |             |              | 星期日及公眾假期 | 14:15-17:15  | 30           |
| 17:15-18:15      | 20          |              | 星期日及公眾假期 |              |              |
| 18:15-22:15      | 30          |              | 星期日及公眾假期 |              |              |

## 收費
| 路線 | 全程收費 | 分段收費 |
| ---- | -------- | --- |
| 971  | $13.5    | - 沙宣道往海麗邨：$12.1 - 西寧街往海麗邨：$11.4 - 西區海底隧道轉車站往海麗邨：$7.2 - 山道往香港仔（石排灣）：$8.0 - 香港大學李嘉誠醫學院往香港仔（石排灣）：$5.7 |
| 971R | $17.2    | - 不設分段收費 |

| - 本線設有12歲以下小童及65歲或以上長者半價優惠。 - 65歲或以上香港居民使用「樂悠咭」，以及12歲以下合資格殘疾兒童使用「殘疾人士身份」個人八達通繳付車資，均可享有每程$2.0或半價（以較低者為準）的票價優惠；12至64歲合資格殘疾人士使用「殘疾人士身份」個人八達通（包括「樂悠咭」），以及60至64歲香港居民使用「樂悠咭」繳付車資，均可享有每程$2.0或全費（以較低者為準）的票價優惠。 - 65歲或以上長者如使用長者或一般個人八達通繳付車資，則只可享有半價優惠；12至64歲合資格殘疾人士如不使用「殘疾人士身份」個人八達通，以及60至64歲人士如不使用「樂悠咭」繳付車資，必須繳付全費。 - 乘客可以現金或八達通於上車時付款，不設找續。 - 每位成人乘客可免費攜帶最多兩名4歲以下而不佔座位的兒童乘客乘車，超額之4歲以下小童必須繳付小童車費乘車。 - 九龍巴士、城巴及龍運巴士全職員工及家屬（不包括外判職員）可免費乘搭本路線，惟必須拍職員或職員家屬八達通。 - 乘客亦可使用AlipayHK「易乘碼」、支付寶、 WeChatHK／微信支付「搭車碼」、銀聯雲閃付「乘車碼」及BOC Pay「乘車碼」、具有感應式支付功能的VISA、Mastercard及銀聯卡，以及Apple Pay、Google Pay及Samsung Pay流動支付平台繳付車資。使用此支付方式的乘客可享有中途下車之分段收費，以及與其他城巴獨營路線或聯營線城巴班次之轉乘優惠，惟不適用於與非城巴路線之轉乘優惠。使用此支付方式的乘客亦不能享有「公共交通費用補貼計劃」及「長者及合資格殘疾人士公共交通票價優惠計劃」。 |

### 八達通轉乘優惠
- 971往海麗邨 → A10往機場，回贈首程車資，轉乘時限為90分鐘。
- A10往鴨脷洲邨 → 971往石排灣，次程車資全免，轉乘時限為120分鐘。
- E21往大角咀 → 971往海麗邨，次程車資全免，轉乘時限為120分鐘。
- 971往海麗邨 → 20任何方向，次程車資全免，轉乘時限為120分鐘。
- 20任何方向 → 971往石排灣，回贈首程車資，轉乘時限為120分鐘。
- 971往海麗邨 → 79X往皇后山邨，次程可獲$3.0折扣優惠，轉乘時限為120分鐘。
- 79X往長沙灣 → 971往石排灣，次程可獲$3.0折扣優惠，轉乘時限為120分鐘。

## 使用車輛
現時行走971線的車輛多為B9TL 11.3米（45**）、Enviro500 (MMC) 12米（5500-5582／5583-5599、5601-5839）及11.3米（4000-4039/4040-4091/）行駛。其中一輛被披上西九龍中心全車身廣告的富豪B9TL 11.3米（4511／TP165）獲安排固定行走本線。
受疫情引致乘客量下降，為節省隧道費，本線由2020年2月13日起部分班次改以單層巴士行走。（4月底至8月初曾因疫情緩和而取消安排單層巴士行走）

## 行車路線
971
石排灣開經：漁光道、香港仔水塘道、香港仔大道、天橋、香港仔海旁道、石排灣道、薄扶林道、域多利道、加多近街、吉席街、堅彌地城海傍、德輔道西、水街、西區海底隧道、佐敦道天橋、佐敦道、彌敦道、亞皆老街、櫻桃街、隧道、櫻桃街、海輝道、深旺道及海麗街。
海麗邨開經：深旺道、櫻桃街、大角咀道、櫻桃街、亞皆老街、新填地街、旺角道、彌敦道、佐敦道、佐敦道天橋、西區海底隧道、干諾道西、嘉安街、德輔道西、堅彌地城海傍、山市街、卑路乍街、域多利道、薄扶林道、石排灣道、田灣街、田灣山道、石排灣道、香港仔海旁道、香港仔大道、香港仔水塘道及漁光道。
971R
經：資訊道、數碼港道、域多利道、加多近街、堅彌地城新海旁、城西道、干諾道西天橋、西區海底隧道、西九龍公路、佐敦道天橋、佐敦道、彌敦道、荔枝角道、鴉蘭街、上海街、旺角道、彌敦道、佐敦道、佐敦道天橋、西區海底隧道、干諾道西天橋、城西道、山市街、卑路乍街、域多利道、數碼港道及資訊道

### 沿線車站

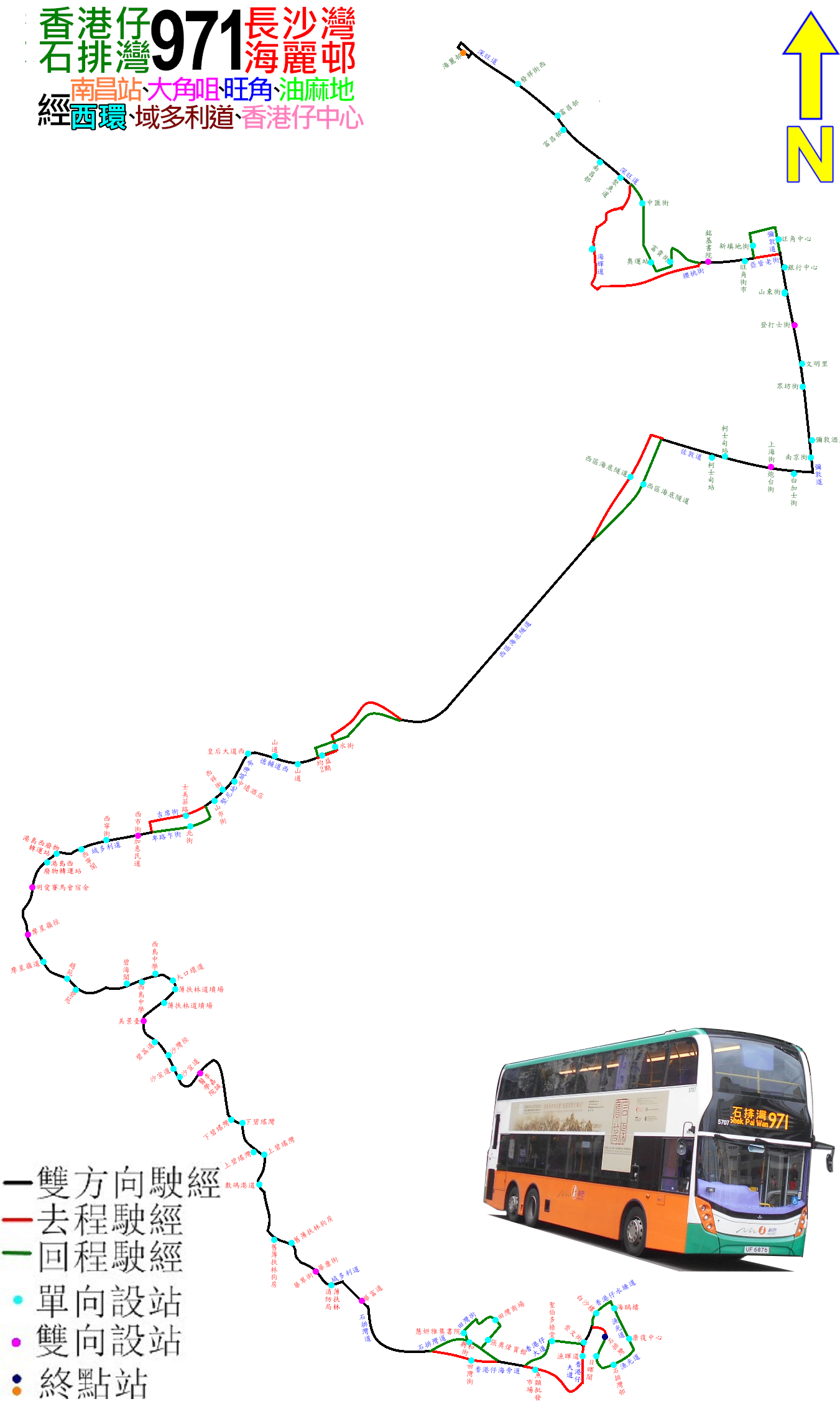
971線的走線圖

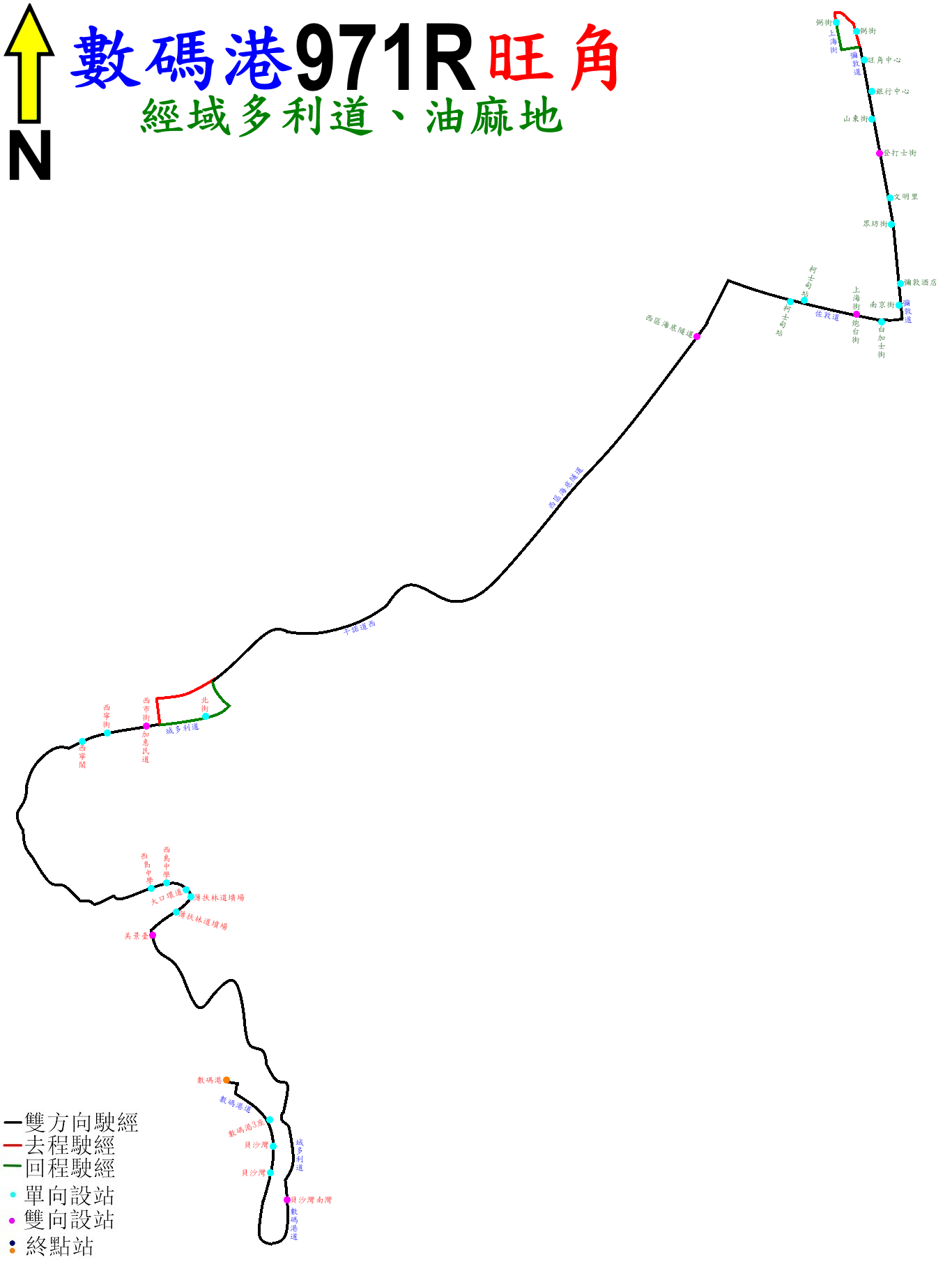
971R線的走線圖

971
| 石排灣開 | 石排灣開                       | 石排灣開               | 海麗邨開 | 海麗邨開                       | 海麗邨開       |
| 序號     | 車站名稱                       | 位置                   | 序號     | 車站名稱                       | 位置           |
| -------- | ------------------------------ | ---------------------- | -------- | ------------------------------ | -------------- |
| 1        | 石排灣                         | 石排灣邨公共運輸交匯處 | 1        | 海麗邨                         | 海麗邨巴士總站 |
| 2        | 漁暉道                         | 香港仔大道             | 2        | 凱德苑                         | 深旺道         |
| 3        | 香港仔魚類批發市場             | 香港仔海傍道           | 3        | 南昌站                         | 深旺道         |
| 4        | 田灣街                         | 香港仔海傍道           | 4        | 中匯街                         | 深旺道         |
| 5        | 華富道                         | 石排灣道               | 5        | 奧運站                         | 深旺道         |
| 6        | 薄扶林消防局                   | 域多利道               | 6        | 富貴街                         | 大角咀道       |
| 7        | 華翠街                         | 域多利道               | 7        | 銘基書院                       | 櫻桃街         |
| 8        | 域多利道分區電力站             | 域多利道               | 8        | 快富街                         | 新填地街       |
| 9        | 域多利道休憩處                 | 域多利道               | 9        | 旺角中心                       | 彌敦道         |
| 10       | 上碧瑤灣                       | 域多利道               | 10       | 銀行中心                       | 彌敦道         |
| 11       | 下碧瑤灣                       | 域多利道               | 11       | 登打士街                       | 彌敦道         |
| 12       | 香港大學李嘉誠醫學院           | 域多利道               | 12       |                                | 彌敦道         |
| 13       | 沙宣道                         | 域多利道               | 13       | 彌敦酒店                       | 彌敦道         |
| 14       | 碧荔道                         | 域多利道               | 14       | 白加士街                       | 佐敦道         |
| 15       | 美景臺                         | 域多利道               | 15       | 炮台街                         | 佐敦道         |
| 16       | 香港華人基督教聯會薄扶林道墳場 | 域多利道               | 16       | 柯士甸站                       | 佐敦道         |
| 17       | 大口環道                       | 域多利道               | 17       | 西區海底隧道巴士轉乘站         | 西區海底隧道   |
| 18       | 西島中學                       | 域多利道               | 18       | 山道                           | 德輔道西       |
| 19       | 碧苑                           | 域多利道               | 19       | 堅尼地城游泳池                 | 堅彌地城海旁   |
| 20       | 摩星嶺徑                       | 域多利道               | 20       | 山市街                         | 堅彌地城海旁   |
| 21       | 明愛賽馬會宿舍                 | 域多利道               | 21       | 北街                           | 卑路乍街       |
| 22       | 港島西廢物轉運站               | 域多利道               | 22       | 聯邦新樓                       | 卑路乍街       |
| 23       | 西寧街                         | 域多利道               | 23       | 加惠民道                       | 域多利道       |
| 24       | 西市街                         | 域多利道               | 24       | 西寧閣                         | 域多利道       |
| 25       | 士美菲路                       | 吉席街                 | 25       | 港島西廢物轉運站               | 域多利道       |
| 26       | 西祥街                         | 堅彌地城海旁           | 26       | 明愛賽馬會宿舍                 | 域多利道       |
| 27       | 堅尼地城游泳池休憩處           | 德輔道西               | 27       | 摩星嶺徑                       | 域多利道       |
| 28       | 山道                           | 德輔道西               | 28       | 摩星嶺道                       | 域多利道       |
| 29       | 均益大廈第二期                 | 德輔道西               | 29       | 趙苑                           | 域多利道       |
| 30       | 水街                           | 水街                   | 30       | 碧海閣                         | 域多利道       |
| 31       | 西區海底隧道巴士轉乘站         | 西區海底隧道           | 31       | 西島中學                       | 域多利道       |
| 32       | 柯士甸站                       | 佐敦道                 | 32       | 香港華人基督教聯會薄扶林道墳場 | 域多利道       |
| 33       | 上海街                         | 佐敦道                 | 33       | 美景臺                         | 域多利道       |
| 34       | 南京街                         | 彌敦道                 | 34       | 沙灣徑                         | 域多利道       |
| 35       | 眾坊街                         | 彌敦道                 | 35       | 沙宣道                         | 域多利道       |
| 36       | 登打士街                       | 彌敦道                 | 36       | 香港大學李嘉誠醫學院           | 域多利道       |
| 37       | 山東街                         | 彌敦道                 | 37       | 下碧瑤灣                       | 域多利道       |
| 38       | 旺角街市                       | 亞皆老街               | 38       | 上碧瑤灣                       | 域多利道       |
| 39       | 銘基書院                       | 櫻桃街                 | 39       | 域多利道分區電力站             | 域多利道       |
| 40       | 浪澄灣                         | 海輝道                 | 40       | 華康街                         | 域多利道       |
| 41       | 聚魚道                         | 深旺道                 | 41       | 華富道                         | 石排灣道       |
| 42       | 南昌公園                       | 深旺道                 | 42       | 明愛張奧偉國際賓館             | 田灣街         |
| 43       | 南昌站                         | 深旺道                 | 43       | 田灣商場                       | 田灣街         |
| 44       | 海達邨                         | 深旺道                 | 44       | 耀中幼教學院                   | 田灣山道       |
| 45       | 海麗邨                         | 海麗邨巴士總站         | 45       | 田灣街                         | 石排灣道       |
|          |                                |                        | 46       | 聖伯多祿堂                     | 香港仔大道     |
| 47       | 崇文街                         | 香港仔水塘道           |          |                                |                |
| 48       | 漁光村白沙樓                   | 香港仔水塘道           |          |                                |                |
| 49       | 漁光村海鷗樓                   | 漁光道                 |          |                                |                |
| 50       | 扶康會康復中心                 | 漁光道                 |          |                                |                |
| 51       | 石排灣邨                       | 漁光道                 |          |                                |                |
| 52       | 漁暉苑日暉閣                   | 漁光道                 |          |                                |                |
| 53       | 石排灣                         | 石排灣邨公共運輸交匯處 |          |                                |                |

971R
| 1                           | 數碼港                         | 數碼港公共運輸交匯處 |
| 2                           | 數碼港三座                     | 數碼港道             |
| 3                           | 貝沙灣                         | 數碼港道             |
| 4                           | 貝沙灣南灣                     | 數碼港道             |
| 5                           | 美景臺                         | 域多利道             |
| 6                           | 香港華人基督教聯會薄扶林道墳場 | 域多利道             |
| 7                           | 大口環道                       | 域多利道             |
| 8                           | 西島中學                       | 域多利道             |
| 9                           | 西寧街                         | 域多利道             |
| 10                          | 西市街                         | 域多利道             |
| 干諾道西天橋； 西區海底隧道 |                                |                      |
| 11                          | 西區海底隧道巴士轉乘站         | 西區海底隧道         |
| 12                          | 柯士甸站                       | 佐敦道               |
| 13                          | 上海街                         | 佐敦道               |
| 14                          | 南京街                         | 彌敦道               |
| 15                          | 眾坊街                         | 彌敦道               |
| 16                          | 登打士街                       | 彌敦道               |
| 17                          | 山東街                         | 彌敦道               |
| 18                          | 弼街                           | 彌敦道               |
| 19                          | 弼街                           | 上海街               |
| 20                          | 旺角中心                       | 彌敦道               |
| 21                          | 銀行中心                       | 彌敦道               |
| 22                          | 登打士街                       | 彌敦道               |
| 23                          |                                | 彌敦道               |
| 24                          | 彌敦酒店                       | 彌敦道               |
| 25                          | 白加士街                       | 佐敦道               |
| 26                          | 炮台街                         | 佐敦道               |
| 27                          | 柯士甸站                       | 佐敦道               |
| 28                          | 西區海底隧道巴士轉乘站         | 西區海底隧道         |
| 西區海底隧道； 干諾道西天橋 |                                |                      |
| 29                          | 北街                           | 卑路乍街             |
| 30                          | 加惠民道                       | 域多利道             |
| 31                          | 西寧閣                         | 域多利道             |
| 32                          | 西島中學                       | 域多利道             |
| 33                          | 香港華人基督教聯會薄扶林道墳場 | 域多利道             |
| 34                          | 美景臺                         | 域多利道             |
| 35                          | 貝沙灣南灣                     | 數碼港道             |
| 36                          | 貝沙灣                         | 數碼港道             |
| 37                          | 數碼港                         | 數碼港公共運輸交匯處 |

## 使用狀況
- 由於彌敦道巴士配額的關係，本線開辦初期來回程於九龍區分別途經上海街及新填地街，亦是繼九龍巴士12線於2000年12月17日起改經富榮花園後，再次有巴士路線途經眾坊街至亞皆老街的一段新填地街。不過由於遠離彌敦道人流集中的地帶，而上海街及新填地街入夜後人煙稀少，因此晚間客量一直偏低。
- 本線是首條途經域多利道（南區部分）的專營過海巴士路線，但沿線人口不多，因此平日非繁忙時間客量較低。不過由於可以直達薄扶林中華基督教墳場，在春秋二祭期間客量會激增，並會改派較大型巴士行走，因此於2009年3月29日起開辦971R以分流清明節及重陽節期間來往掃墓的市民，提供特快專線來往九龍區。
- 為改善營運情況，於2010至2011年南區巴士路線發展計劃中，建議本線來回程改經彌敦道，不再途經上海街及新填地街，以吸引及分流原有乘搭104線來往堅尼地城至佐敦、油麻地及旺角的乘客改乘本線，建議獲南區區議會通過[8]，但受油尖旺區議會反對[9]。經過一輪角力，本線改道的建議終於在2010年7月3日起實施，改道後客量出現龐大的增長，滿座次數亦逐漸增加（以往只限繁忙時間、春秋二祭）。

## 外部連結
- 城巴971線官方網站路線資料 （页面存档备份，存于）
- 過海隧道巴士971線路線圖 （页面存档备份，存于）
- 過海隧道巴士971線詳細時間表 （页面存档备份，存于）